# فيكو
فيكو (بالإنجليزية: Vicco, Kentucky)‏ هي مدينة تقع في مقاطعة بيري، كنتاكي بولاية كنتاكي في وسط جنوب شرق الولايات المتحدة. تبلغ مساحة هذه المدينة 2 (كم²)، وترتفع عن سطح البحر 287 م، بلغ عدد سكانها 334 نسمة في عام 2010 حسب إحصاء مكتب تعداد الولايات المتحدة وتصل الكثافة السكانية فيها 167 نسمة/كم2.

## التركيبة السكانية
حدّد مكتب تعداد الولايات المتحدة بيانات التركيبة السكانية لفيكو في تعداد الولايات المتحدة. في ما يلي، التركيبة السكانية حسب تعدادي 2000 و2010.

### تعداد عام 2000
بلغ عدد سكان فيكو 318 نسمة بحسب تعداد عام 2000، وبلغ عدد الأسر 132 أسرة وعدد العائلات 93 عائلة مقيمة في المدينة. في حين سجلت الكثافة السكانية 144.5 نسمة لكل كيلومتر مربع (374.3/ميل2). وبلغ عدد الوحدات السكنية 152 وحدة بمتوسط كثافة قدره 69.1 لكل كيلومتر مربع (179.0/ميل2).
وتوزع التركيب العرقي للمدينة بنسبة 99.69% من البيض و0.31% من عرقين مختلطين أو أكثر.
بلغ عدد الأسر 132 أسرة كانت نسبة 37.1% منها لديها أطفال تحت سن الثامنة عشر تعيش معهم، وبلغت نسبة الأزواج القاطنين مع بعضهم البعض 49.2% من أصل المجموع الكلي للأسر، ونسبة 16.7% من الأسر كان لديها معيلات من الإناث دون وجود شريك،  بينما كانت نسبة 4.5% من الأسر لديها معيلون من الذكور دون وجود شريكة وكانت نسبة 29.5% من غير العائلات. تألفت نسبة 27.3% من أصل جميع الأسر من عدة أفراد يعيشون في نفس المنزل ونسبة 7.6% كانت تتألف من شخص يعيش بمفرده يبلغ من العمر 65 عاماً أو أكثر. وبلغ متوسط حجم الأسرة المعيشية 2.41، أما متوسط حجم العائلات فبلغ 2.91.
بلغ العمر الوسطي للسكان 36.3 عاماً. وكانت نسبة 23.9% من القاطنين تحت سن الثامنة عشر، وكانت نسبة 8.5% بين الثامنة عشر والرابعة والعشرين عاماً، ونسبة 27.7% كانت واقعةً في الفئة العمرية ما بين الخامسة والعشرين والرابعة والأربعين عاماً، ونسبة 27.4% كانت ما بين الخامسة والأربعين والرابعة والستين، ونسبة 12.6% كانت ضمن فئة الخامسة والستين عاماً فما فوق. يوجد لكل 100 أنثى 86.0 ذكر، ويوجد لكل 100 أنثى في الثامنة عشر من عمرها فما فوق 87.6 ذكر.
بلغ متوسط دخل الأسرة في المدينة 13,235 دولارًا، أما متوسط دخل العائلة فبلغ 14,688 دولارًا. وكان متوسط دخل الذكور 31,875 دولارًا مقابل 22,500 دولارًا للإناث. وسجل دخل الفرد الخاص بالمدينة 10,325 دولارًا. وكانت نسبة 42.4% من العائلات ونسبة 39.5% من السكان تحت خط الفقر، وكان من هؤلاء نسبة 42.4% تحت سن الثامنة عشر ونسبة 26.9% في الخامسة والستين من العمر وما فوق.

### تعداد عام 2010
بلغ عدد سكان فيكو 334 نسمة بحسب تعداد عام 2010، وبلغ عدد الأسر 127 أسرة وعدد العائلات 88 عائلة مقيمة في المدينة. في حين سجلت الكثافة السكانية 151.8 نسمة لكل كيلومتر مربع (393.2/ميل2). وبلغ عدد الوحدات السكنية 149 وحدة بمتوسط كثافة قدره 67.7 لكل كيلومتر مربع (175.3/ميل2).
وتوزع التركيب العرقي للمدينة بنسبة 97.60% من البيض و0.30% من الأمريكيين الأفارقة و0.90% من الأمريكيين ذوي الأصول الآسيوية و0.30% من الأعراق الأخرى و0.90% من عرقين مختلطين أو أكثر و0.60% من الهسبانيون أو اللاتينيون من أي عرق.
بلغ عدد الأسر 127 أسرة كانت نسبة 37% منها لديها أطفال تحت سن الثامنة عشر تعيش معهم، وبلغت نسبة الأزواج القاطنين مع بعضهم البعض 37.8% من أصل المجموع الكلي للأسر، ونسبة 21.3% من الأسر كان لديها معيلات من الإناث دون وجود شريك،  بينما كانت نسبة 10.2% من الأسر لديها معيلون من الذكور دون وجود شريكة وكانت نسبة 30.7% من غير العائلات. تألفت نسبة 26.8% من أصل جميع الأسر من عدة أفراد يعيشون في نفس المنزل ونسبة 9.4% كانت تتألف من شخص يعيش بمفرده يبلغ من العمر 65 عاماً أو أكثر. وبلغ متوسط حجم الأسرة المعيشية 2.63، أما متوسط حجم العائلات فبلغ 3.24.
بلغ العمر الوسطي للسكان 35.3 عاماً. وكانت نسبة 25.7% من القاطنين تحت سن الثامنة عشر، وكانت نسبة 9.9% بين الثامنة عشر والرابعة والعشرين عاماً، ونسبة 27.2% كانت واقعةً في الفئة العمرية ما بين الخامسة والعشرين والرابعة والأربعين عاماً، ونسبة 22.8% كانت ما بين الخامسة والأربعين والرابعة والستين، ونسبة 14.4% كانت ضمن فئة الخامسة والستين عاماً فما فوق. وتوزع التركيب الجنسي للسكان بنسبة 47.3% ذكور و52.7% إناث.

## وصلات خارجية
- The US50 - Cities and Towns in Kentucky State